# Lotta libera ai Giochi della XXVIII Olimpiade - 72 kg femminile
Il torneo si è svolto il 22 e il 23 agosto.
Legenda:
- TO — Vittoria per KO
- SP — Vittoria di superiorità, 10 punti di differenza, sconfitto con punti
- ST — Vittoria di superiorità, 10 punti di differenza, sconfitto senza punti
- PP — Vittoria ai punti, sconfitto con punti tecnici
- PO — Vittoria ai punti, sconfitto senza punti tecnici
- PA — Vittoria per squalifica dell'avversario
- DQ — Vittoria per rinuncia dell'avversario
- CP — Punti di classifica
- TP — Punti tecnici

## Gironi di qualificazione

### Girone 1
| Posizione | Lottatore         | Paese    | W | L | CP | TP |
| --------- | ----------------- | -------- | - | - | -- | -- |
| 1         | Gouzel Maniourova | Russia   | 2 | 0 | 7  | 12 |
| 2         | Anita Schaetzle   | Germania | 1 | 1 | 3  | 5  |
| 3         | Marina Gastl      | Austria  | 0 | 2 | 2  | 2  |

| Rosso             | Blu               | CP  |    | TP   |
| ----------------- | ----------------- | --- | -- | ---- |
| Marina Gastl      | Gouzel Maniourova | 1-3 | PP | 1-7  |
| Anita Schaetzle   | Marina Gastl      | 3-1 | PP | 4-1  |
| Gouzel Maniourova | Anita Schaetzle   | 4-0 | TO | 1:20 |

### Girone 2
| Posizione | Lottatore           | Paese    | W | L | CP | TP |
| --------- | ------------------- | -------- | - | - | -- | -- |
| 1         | Svitlana Sayenko    | Ucraina  | 2 | 0 | 7  | 10 |
| 2         | Maria Louiza Vryoni | Grecia   | 1 | 1 | 3  | 5  |
| 3         | Burmaa Ochirbat     | Mongolia | 0 | 2 | 1  | 3  |

| Rosso               | Blu                 | CP  |    | TP   |
| ------------------- | ------------------- | --- | -- | ---- |
| Maria Louiza Vryoni | Svitlana Sayenko    | 0-4 | TO | 4:09 |
| Burmaa Ochirbat     | Maria Louiza Vryoni | 1-3 | PP | 3-4  |
| Svitlana Sayenko    | Burmaa Ochirbat     | 3-0 | PO | 3-0  |

### Girone 3
| Posizione | Lottatore           | Paese  | W | L | CP | TP |
| --------- | ------------------- | ------ | - | - | -- | -- |
| 1         | Wang Xu             | Cina   | 2 | 0 | 6  | 10 |
| 2         | Christine Nordhagen | Canada | 1 | 1 | 4  | 7  |
| 3         | Katarzyna Juszczak  | Italia | 0 | 2 | 1  | 2  |

| Rosso               | Blu                 | CP  |    | TP  |
| ------------------- | ------------------- | --- | -- | --- |
| Wang Xu             | Katarzyna Juszczak  | 3-0 | PO | 5-0 |
| Christine Nordhagen | Wang Xu             | 1-3 | PP | 2-5 |
| Katarzyna Juszczak  | Christine Nordhagen | 1-3 | PP | 2-5 |

### Girone 4
| Posizione | Lottatore          | Paese       | W | L | CP | TP |
| --------- | ------------------ | ----------- | - | - | -- | -- |
| 1         | Kyoko Hamaguchi    | Giappone    | 2 | 0 | 7  | 18 |
| 2         | Toccara Montgomery | Stati Uniti | 1 | 1 | 5  | 8  |
| 3         | Stanka Zlateva     | Bulgaria    | 0 | 2 | 0  | 5  |

| Rosso              | Blu                | CP  |    | TP   |
| ------------------ | ------------------ | --- | -- | ---- |
| Kyoko Hamaguchi    | Toccara Montgomery | 3-1 | PP | 8-4  |
| Stanka Zlateva     | Kyoko Hamaguchi    | 0-4 | ST | 0-10 |
| Toccara Montgomery | Stanka Zlateva     | 4-0 | TO | 3:18 |

## Tabellone a eliminazione
|  | Semifinali        | Semifinali        | Semifinali |         |                   | Finale            | Finale           | Finale          |  |
|  |                   |                   |            |         |                   |                   |                  |                 |  |
|  | Gouzel Maniourova | Gouzel Maniourova | 11         |         |                   |                   |                  |                 |  |
|  | Gouzel Maniourova | Gouzel Maniourova | 11         |         |                   |                   |                  |                 |  |
|  | Svitlana Sayenko  | Svitlana Sayenko  | 0          |         |                   |                   |                  |                 |  |
|  | Svitlana Sayenko  | Svitlana Sayenko  | 0          |         | Gouzel Maniourova | Gouzel Maniourova | 2                |                 |  |
|  |                   |                   |            |         | Gouzel Maniourova | Gouzel Maniourova | 2                |                 |  |
|  |                   |                   | Wang Xu    | Wang Xu | 7                 |                   |                  |                 |  |
|  | Wang Xu           | Wang Xu           | Wang Xu    | Wang Xu | 7                 | 6                 |                  |                 |  |
|  | Wang Xu           | Wang Xu           |            |         |                   | 6                 |                  |                 |  |
|  | Kyoko Hamaguchi   | Kyoko Hamaguchi   | 4          |         |                   | Finale 3º posto   | Finale 3º posto  | Finale 3º posto |  |
|  | Kyoko Hamaguchi   | Kyoko Hamaguchi   | 4          |         |                   |                   |                  |                 |  |
|  |                   |                   |            |         |                   |                   |                  |                 |  |
|  |                   |                   |            |         |                   | Svitlana Sayenko  | Svitlana Sayenko | 0               |  |
|  |                   |                   |            |         |                   | Svitlana Sayenko  | Svitlana Sayenko | 0               |  |
|  |                   |                   |            |         |                   | Kyoko Hamaguchi   | Kyoko Hamaguchi  | 4               |  |